# Riviera (nave da crociera)
Riviera è una nave da crociera appartenente alla compagnia di navigazione Oceania Cruises.

## Servizio
Seconda unità di nuova costruzione acquisita dalla compagnia statunitense, viene varata il 19 luglio 2011 nel cantiere navale di Sestri Ponente da Fincantieri con il nome di Riviera e consegnata il 26 aprile 2012.
L'11 maggio viene ufficialmente battezzata a Barcellona dalla madrina Cat Cora ed il 16 maggio salpa da Venezia per la sua crociera inaugurale.

## Navi gemelle
- Marina